# Qingyang
Pour les articles homonymes, voir Qingyang (homonymie).
Qingyang (庆阳 ; pinyin : Qìngyáng) est une ville de la province du Gansu en Chine.

## Démographie
La population de la préfecture était estimée à 2 540 000 habitants en 2004.

## Habitat
C'est dans cette région que se trouve la plus forte proportion d'habitations troglodytiques (ou yaodong) dans toute la Chine.

## Subdivisions administratives
La ville-préfecture de Qingyang exerce sa juridiction sur huit subdivisions - un district et sept xian :
- le district de Xifeng - 西峰区 Xīfēng Qū ;
- le xian de Qingcheng - 庆城县 Qìngchéng Xiàn ;
- le xian de Huan - 环县 Huán Xiàn ;
- le xian de Huachi - 华池县 Huáchí Xiàn ;
- le xian de Heshui - 合水县 Héshuǐ Xiàn ;
- le xian de Zhengning - 正宁县 Zhèngníng Xiàn ;
- le xian de Ning - 宁县 Níng Xiàn ;
- le xian de Zhenyuan - 镇原县 Zhènyuán Xiàn.

## Réseau routier
La route nationale 318 (ou G318), d'une longueur de 5 476 kilomètres, qui relie Shanghai à la frontière népalaise, traverse la ville.